# Řád Jižního kříže
Řád Jižního kříže nebo také Národní řád Jižního kříže (portugalsky: Ordem Nacional do Cruzeiro do Sul) je brazilský rytířský řád založený v roce 1822 císařem Petrem I. Byl založen na počest získání nezávislosti Brazílie a také na památku korunovace Petra I. brazilským císařem. Název řádu je odvozen od geografické polohy Brazílie, která leží pod souhvězdím Jižního kříže a také na paměť historického názvu země – Terra de Santa Cruz (Země svatého kříže), jak dnešní Brazílii pojmenovali evropští objevitelé. Udílen je prezidentem Brazílie cizím státním příslušníkům za významné služby pro brazilský národ.

## Historie

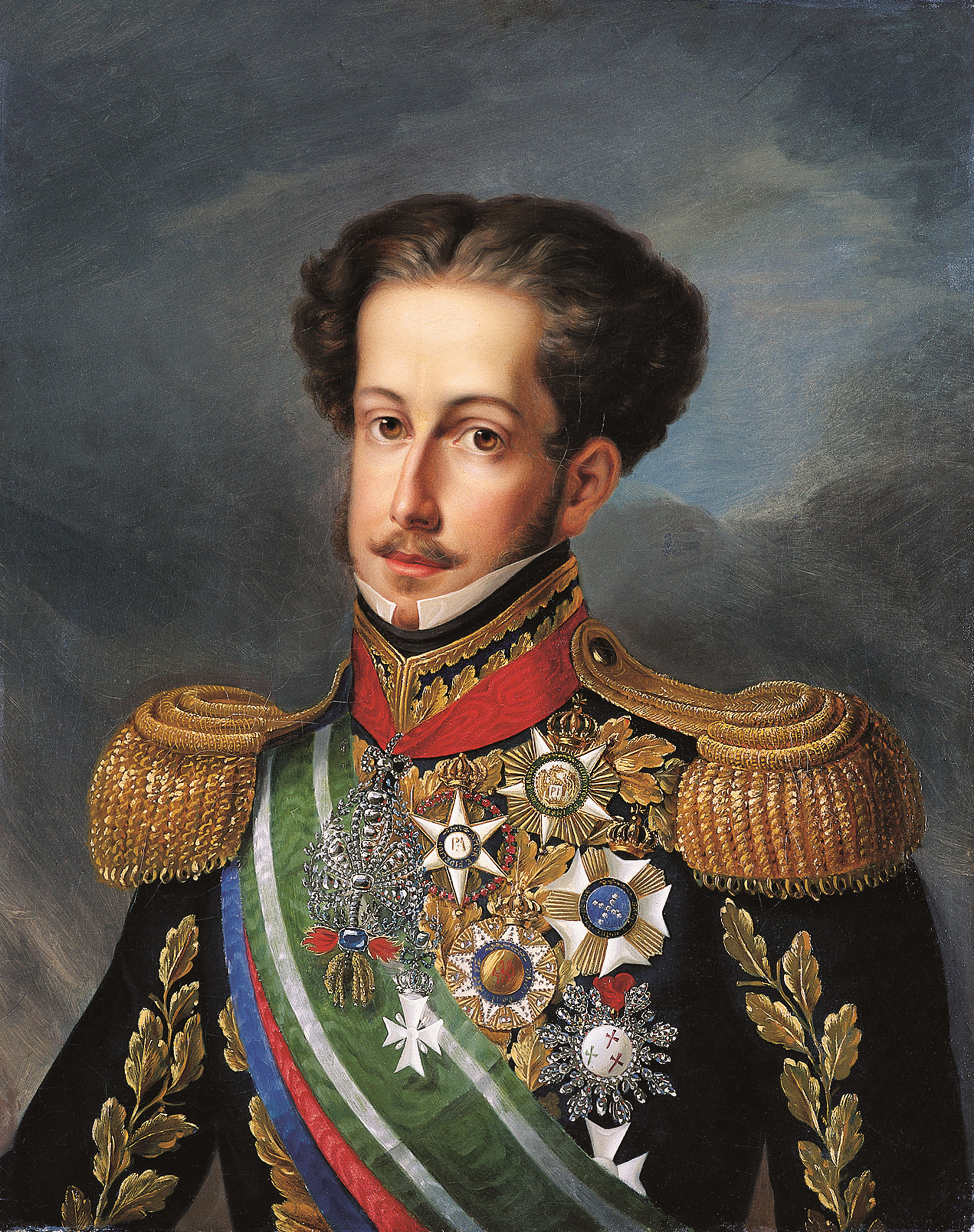
Petr I. Brazilský, brazilský císař a zakladatel řádu vyobrazený s Císařským řádem kříže v hodnosti velkokříže (asi 1830).

Původní řád pod názvem Císařský řád kříže (Ordem Imperial do Cruzeiro) založil první brazilský císař Petr I. dne 1. prosince 1822, v den své korunovace. Na paměť této události byli ve stejný den jmenováni i první řádoví rytíři. Po vyhlášení nezávislosti dne 7. září 1822 byly založeny i jiné rytířské řády, vycházející však z řádů portugalských. Po osamostatnění Brazílie tak nově vzniklé brazilské řády vytvořily jejich odnož. Císařský řád kříže tak byl prvním čistě brazilským řádem.
Po pádu monarchie ústava první brazilské republiky přijatá dne 24. února 1891 zrušila všechny šlechtické tituly stejně jako císařské řády a vyznamenání. Řád byl později obnoven za vlády prezidenta Getúlia Vargase dne 5. prosince 1932 pod názvem Národní řád Jižního kříže.
Za První Brazilské republiky, která trvala od vyhlášení republiky v roce 1889 do revoluce v roce 1930, národní řády neexistovaly a brazilskou vládou byly udíleny pouze vojenské medaile. Po svém obnovení v roce 1932 se tak Řád Jižního kříže stal prvním novodobým řádem udíleným Brazílií. K menší úpravě řádu došlo v roce 1971, kdy se mimo jiné změnil nápis República Federativa dos Estados Unidos do Brasil na nápis República Federativa do Brasil, který je používán dosud.
Během císařského období nebyl Císařský řád kříže nejvyšším brazilským vyznamenáním, naopak byl řazen až za rytířské řády vycházející ze starých portugalských řádů. Nejvyšším byl Řád Kristův, následoval Řád svatého Benedikta Avizského a Řád svatého Jakuba od meče. Tyto řády byly sdíleny s Portugalskem a Řád Kristův navíc i se Svatým stolcem, podobně jako rakouské a španělské Řády zlatého rouna. Ovšem mezi řády založenými výlučně v Brazílii byl řádem nejvyšším a předčil tak i Řád Petra I. a Císařský řád růže.
Císařský řád kříže je nadále udílen oběma větvemi brazilské císařské rodiny jako dynastický řád, avšak jako takový není Brazilskou republikou uznáván.
Stejně jako brazilský císař byl ex officio velmistrem Císařského řádu kříže, je prezident Brazílie ex officio velmistrem Řádu Jižního kříže.

## Pravidla udílení
Na rozdíl od císařského řádu, který byl udílen občanům Brazílie i cizím státním příslušníkům, je republikový řád udílen pouze cizincům. Již od svého obnovení prezidentským dekretem ze dne 5. prosince 1932, bylo jeho udílení omezeno na cizince. Brazilci byli z jeho udílení vyloučeni záměrně. Za první republiky byly řády a vyznamenání vnímány v rozporu s principy republikanismu a tak nebyl vytvořen ani žádný systém státních vyznamenání v nově vzniklé republice. Myšlenka na vytvoření řádu, kterým by mohli být vyznamenání i Brazilci byl chápán jako krok příliš porušující republikánské snahy. Zároveň však stát pociťoval absenci řádu, kterým by mohl vyznamenat zahraniční hodnostáře, jak je podle diplomatického protokolu někdy v podstatě vyžadováno. Například v roce 1922 se oslav 100. výročí nezávislosti Brazílie zúčastnila řada zahraničních hostů, včetně krále a královny Belgičanů. Král při této příležitosti několika Brazilcům udělil belgická vyznamenání. Brazilci v té době potřebovali svolení vlády, aby mohli zahraniční vyznamenání přijmout. Pokud by je přijali bez příslušného povolení, hrozila jim ztráta občanství a za běžných okolností by svolení ke jmenování do zahraničních rytířských řádů nebylo uděleno. V tomto případě však brazilská vláda od striktního dodržování tohoto pravidla upustila a svolila jak se vstupem do zahraničních řádů, tak s nošením řádových insignií. Samotné vládě však chyběla jakákoliv možnost toto belgické gesto oplatit.
Tuto mezeru měl zaplnit nově obnovený Řád Jižního kříže. Byla zrušena i povinnost žádat o svolení vlády k přijímání do zahraničních řádů a k nošení řádových insignií. Také bylo vytvořeno několik nových národních řádů, do kterých mohou být přijímáni i Brazilci. Nejvyšším z nich je Národní řád za zásluhy (Ordem Nacional de Mérito) založený v roce 1946. Status Národního řádu Jižního kříže nebyl nikdy reformován a stále není občanům Brazílie udílen. Paradoxem tak zůstává že brazilský prezident, který je z titulu své funkce velmistrem řádu, není jeho členem a po opuštění prezidentského úřadu končí jeho vazba s řádem.
Dekret, kterým byl řád obnoven, Decree 22.165 podepsaný Vargasem dne 5. prosince 1932, nezmiňuje vytvoření nového řádu, ale mluví o obnovení starého Řádu Jižního kříže, který původně vznikl na oslavu politické nezávislosti Brazílie. Toto propojení s řádem, který vznikl před více než 100 lety, tak zvyšuje prestiž samotného řádu.
Verze řádu z roku 1932 měla stejně jako předešlý řád pět tříd. Dne 17. července 1939 byla dodatečně přidána třída velkého řetězu, která se nově stala nejvyšší udílenou třídou. Nově vytvořená třída je udílena pouze zahraničním hlavám států.
Jak nové udělení řádu tak povýšení jsou prováděna na základě dekretů prezidenta republiky z jeho funkce velmistra řádu. Tyto jmenovací dekrety stejně jako dekrety o povýšení jsou podobně jako jiné prezidentské dekrety zveřejňovány v Úředním věstníku spolkové vlády a podle řádových regulí jsou tato vyznamenání a povýšení také zaznamenána v knize vedené tajemníkem řádu. Kancléřem řádu je úřadující ministr zahraničních věcí Brazílie. Existuje i Rada řádu, které předsedá kancléř. Rada předkládá návrhy na udělení řádu či povýšení. Vyznamenání může být uděleno i právnické osobě. V takovém případě je uděleno bez určení třídy. Počty členů řádu nejsou omezeny, ale existují jasná pravidla pro udílení jednotlivých tříd.

## Insignie
Řádový odznak má tvar bíle smaltované zlatě lemované pěticípé hvězdy s rameny ve tvaru maltézského kříže. Cípy jsou zakončeny zlatými kuličkami. Kříž je položen na zeleně smaltovaném věnci tvořeném kávovými a tabákovými listy. Odznak je ke stuze připojen pomocí oválného věnce z kávových a tabákových listů. Uprostřed kříže je modře smaltovaný medailon s bílými hvězdami tvořícími souhvězdí Jižního kříže. Ve vnějším tmavším kruhu je nápis zlatým písmem BENEMERENTIUM PRÆMIUM. Na zadní straně je uprostřed kříže kulatý zlatý medailon s vyobrazením profilu ženy symbolizující republiku. Vnější tmavší kruh nese nápis zlatým písmem REPÚBLICA FEDERATIVA DO BRASIL.
V původní verzi Císařského řádu kříže byla nad křížem zlatá brazilská císařská koruna. Hvězdy v medailonu původně tvořily latinský kříž.
Řádová hvězda se svým tvarem podobá řádovému odznaku. Odznak však není položen na věnci, ale na paprscích vyzařujících ze středu.
Řádový řetěz má podobu dvojitého stříbrného pozlaceného řetězu. Řetízky jsou spojeny bíle smaltovanými hvězdami se zlatým lemováním střídavě se zeleně smaltovanými kávovými a tabákovými listy.

Stuha je světle modrá.

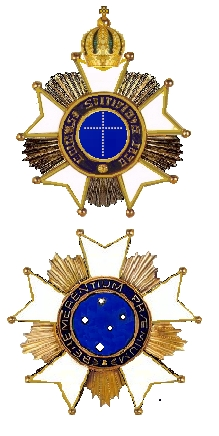
Řádová hvězda: původní Císařský řád kříže (nahoře) a současný Řád Jižního kříže (dole)
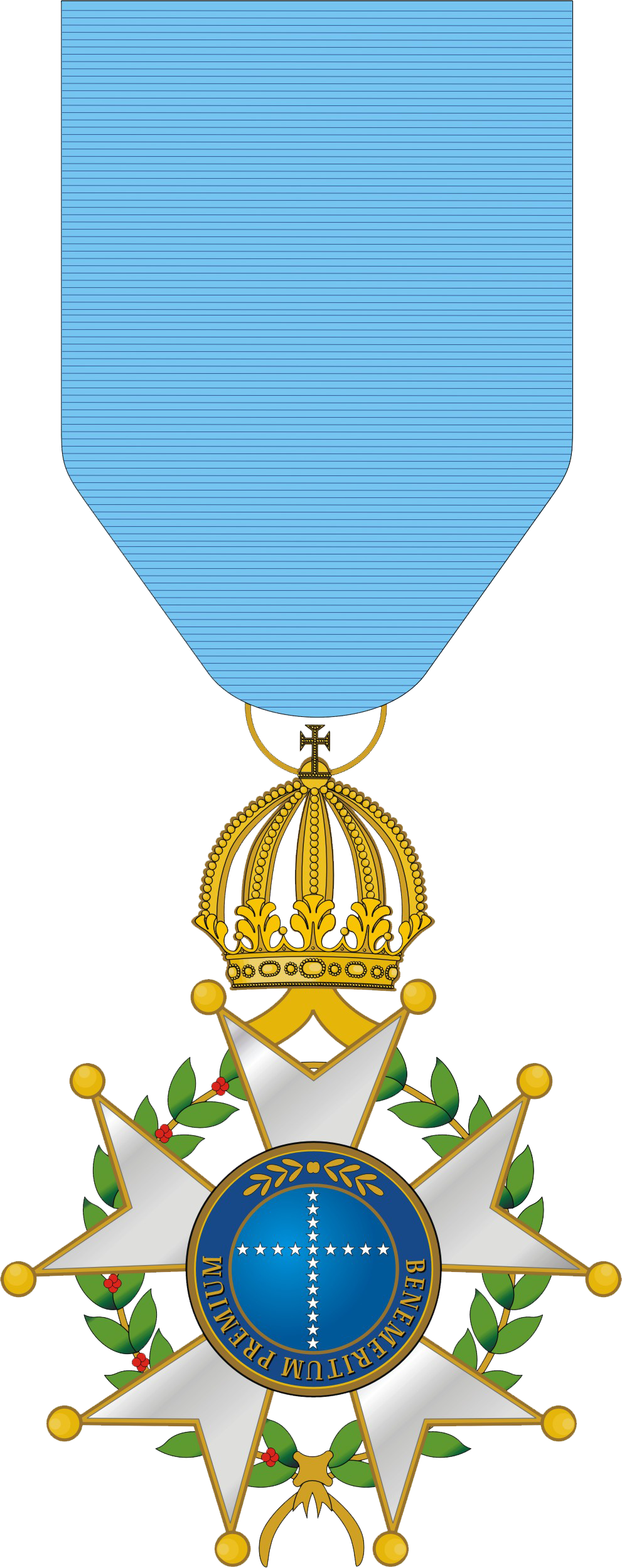
Císařský řád kříže v hodnosti rytíře.
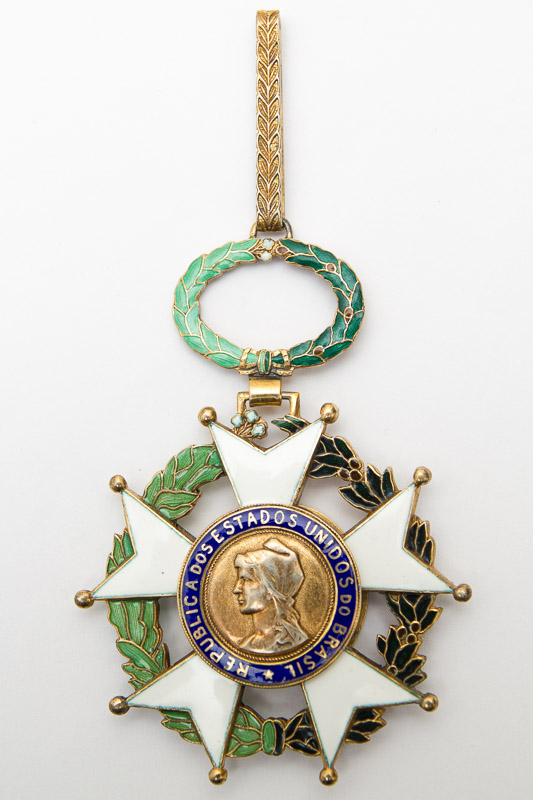
Řád ve třídě komtura, vzor užívaný 1932–1967.
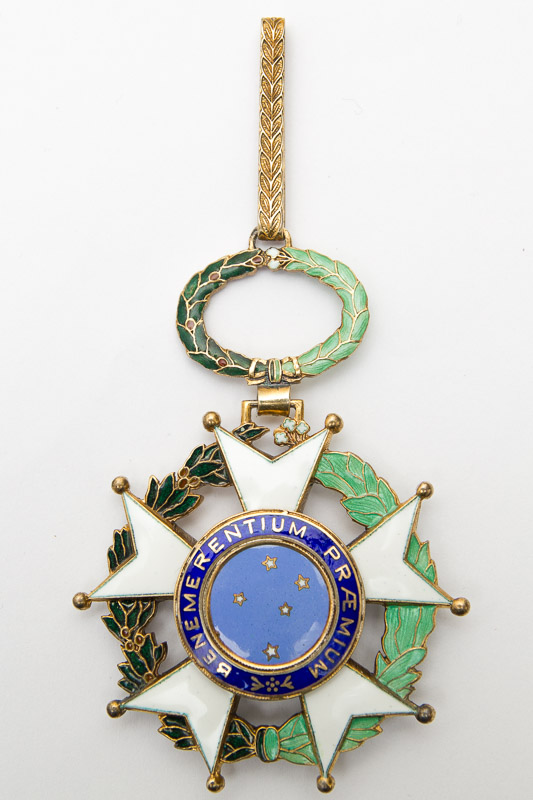
Řád ve třídě komtura, současná verze

## Třídy
Podle platných řádových regulí existuje velmistr řádu a šest řádných tříd:
- velký řetěz (Grande Colar) – Řádový odznak se nosí kolem krku na řetězu. Řádová hvězda se nosí nalevo na hrudi. Šerpa světle modré barvy je svým vzhledem shodná se šerpou velkokříže a spadá z pravého ramene na levý bok. Velký řetěz se může dle uvážení příslušníka řádu nosit v kombinaci s jinou insignií této třídy, případně s oběma naráz. Tato třída je vyhrazena pouze zahraničním hlavám států.
- velkokříž (Grã-Cruz) – Řádový odznak se nosí na šerpě spadající z pravého ramene na levý bok. Odznak je ve spodní části šerpy a dle způsobu nošení se nachází pod pasem v úrovni levého stehna. Řádová hvězda se nosí nalevo na hrudi.
- velkodůstojník (Grande Oficial) – Řádový odznak se nosí na modré stuze těsně kolem krku. Řádová hvězda se nosí nalevo na hrudi.
- komtur (Comendador) – Řádový odznak se nosí na modré stuze těsně kolem krku. Řádová hvězda již této třídě nenáleží.
- důstojník (Oficial) – Řádový odznak se nosí zavěšený na stuze s rozetou na levé straně hrudi.
- rytíř (Cavaleiro) – Řádový odznak se nosí zavěšený na stuze bez rozety na levé straně hrudi.

velký řetěz
velkokříž
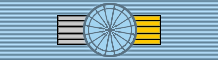
velkodůstojník
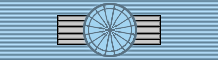
komtur
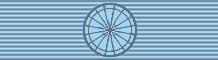
důstojník
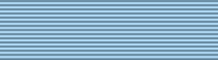
rytíř

## Fotogalerie

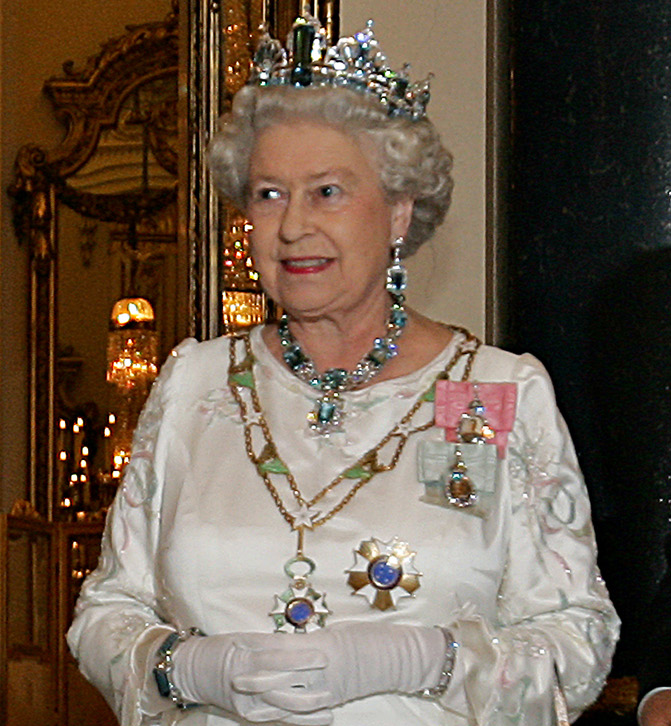
Královna Alžběta II. insigniemi řádu v hodnosti velkého kříže v roce 2006.
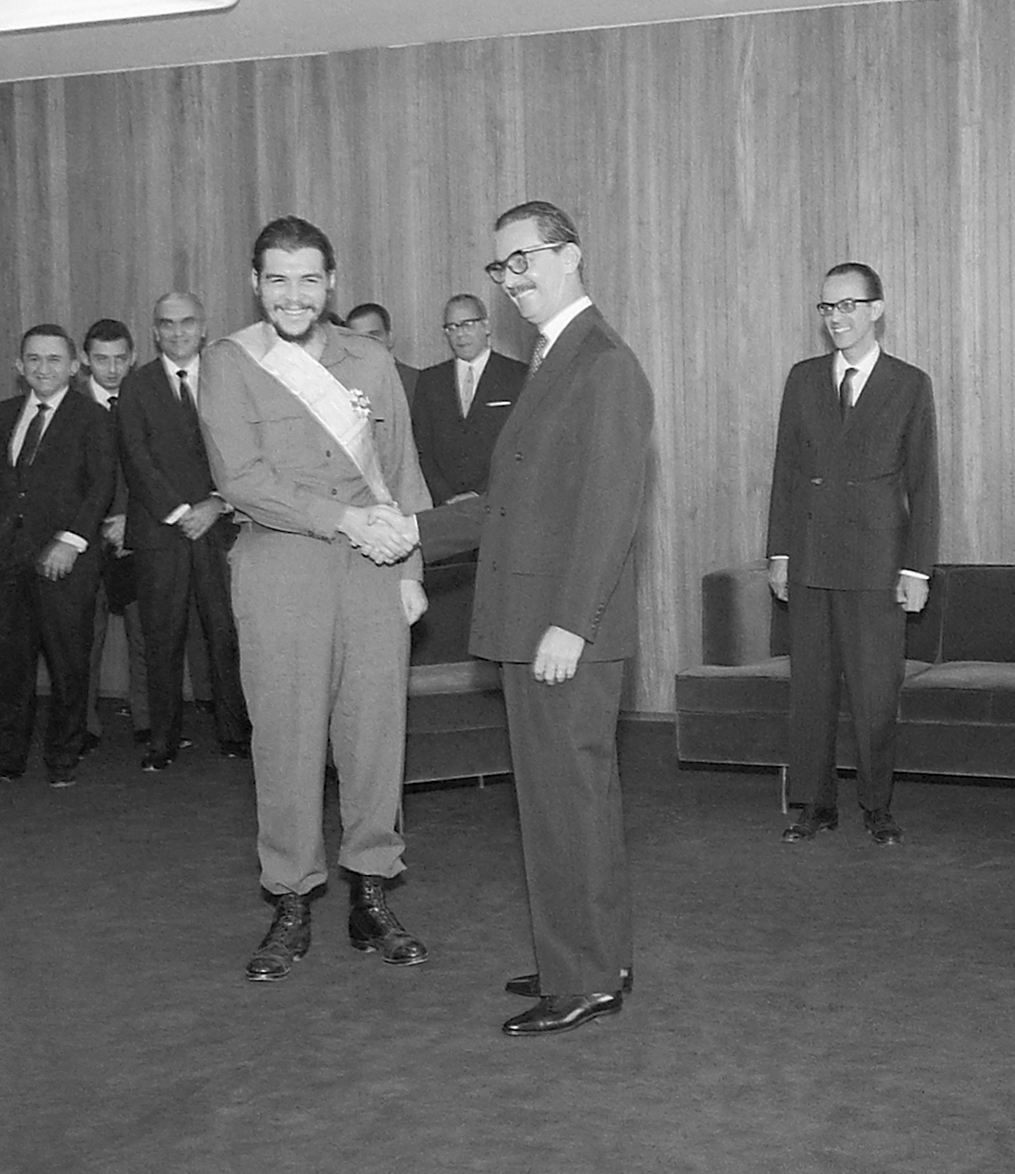
Prezident Jânio Quadros předává řád ve třídě velkokříže revolucionáři Che Guevarovi v srpnu 1961.
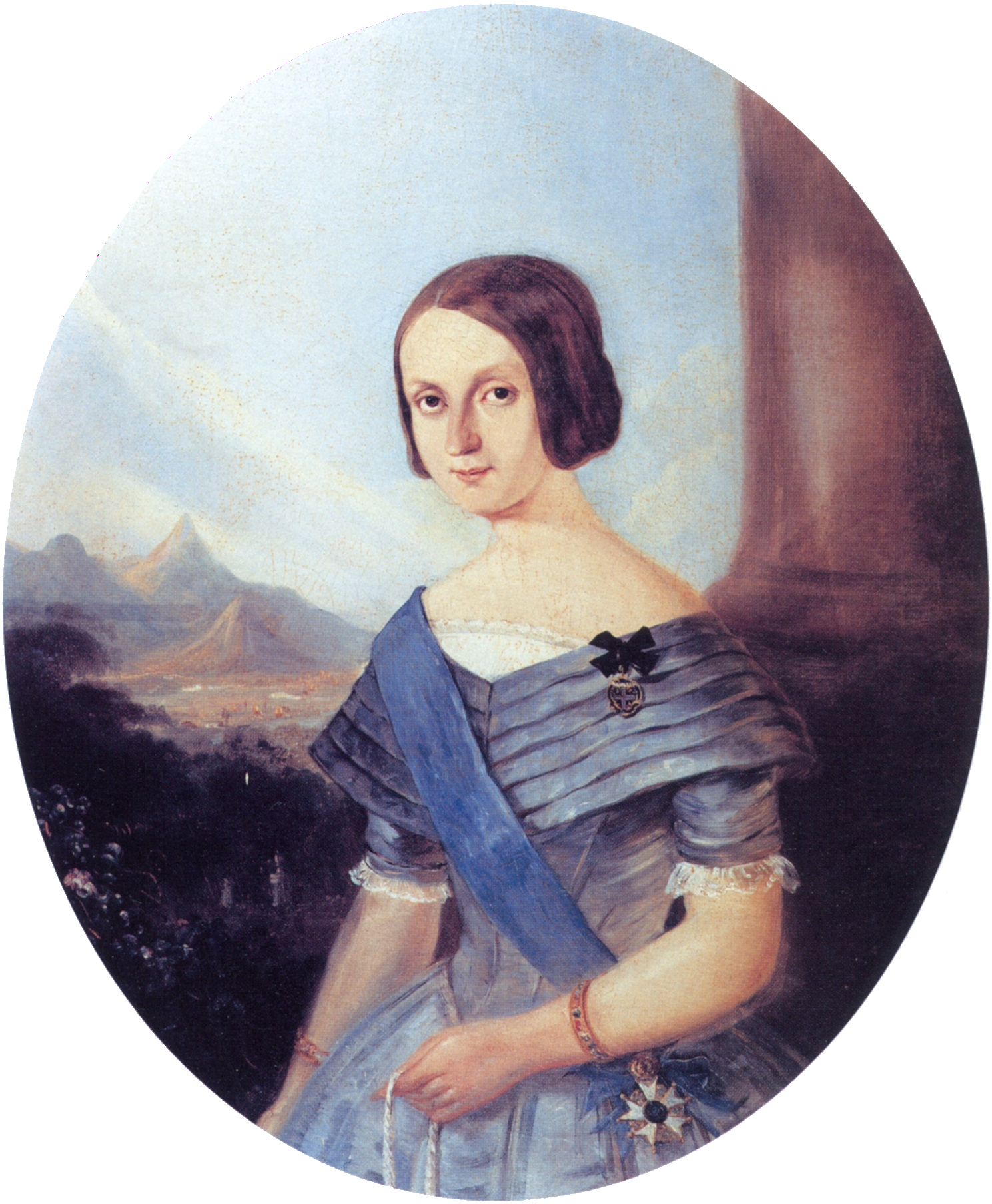
Císařovna Tereza Marie Neapolsko-Sicilská s šerpou velkokříže Císařského řádu kříže. (1846)
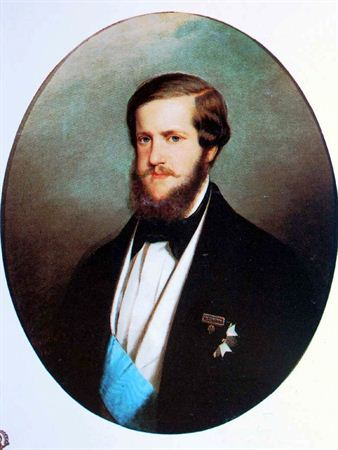
Brazilský císař Petr II. vyobrazený s velkokřížem Císařského řádu kříže. Je zde vyobrazena jak šerpa tak i řádová hvězda.